# مجلة بايام - ي - زان النسائية

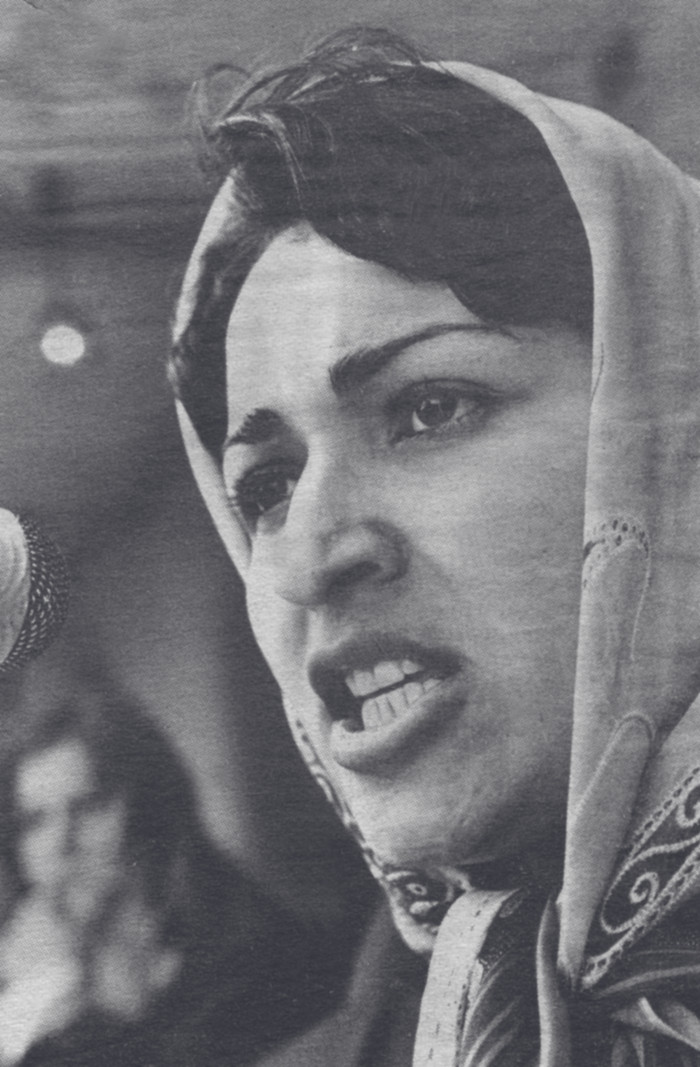

بايام ـ ي - زان هي مجلة نسائية نُشِرت في أفغانستان من قبل الجمعية الثورية لنساء أفغانستان (RAWA)، وتعني الترجمة الحرفية للاسم «رسالة النساء». بدأت كإصدار ربعي في اللغة الفارسية/ البوشتو والأردية; ركزت على حقوق النساء، الأصولية المعارضة مع الميول الاشتراكية القوية. وقد أصبحت عبر الوقت المصدر الرئيسي للأخبار في السياسة والمجتمع بشكلٍ عام. حالياً، تصدر إلكترونياً من خلال موقعها على شبكة الإنترنت: www.rawa.org
بدأت المجلة النشر عام 1981، أُسِّست من قبل مينا كيشوار كمال، وقد وُزِّعت بشكلٍ كبير من قبل متطوعي (RAWA) مع وجود مخاطر شخصية قد يتعرض لها غالباً هؤلاء المتطوعين. عموماً، يتجول المتطوع في أسواق باكستان وأفغانستان حاملاً نسخاً من المجلة، وكما تنتشر الكلمة، تجد النساء الموزع. لا تعمل عادةً عاملات (RAWA) الإناث في مسقط رأسهن حتى لاتُعرَفن ومن ثم قد تتعرضن للاضطهاد لاحقاً.